# Dolichomitus matsumurai
Dolichomitus matsumurai är en stekelart som först beskrevs av Tohru Uchida 1926.  Dolichomitus matsumurai ingår i släktet Dolichomitus och familjen brokparasitsteklar. Inga underarter finns listade i Catalogue of Life.